# Апалёво (Тверская область)
Апалёво — деревня в Ржевском муниципальном округе Тверской области России.

## География
Деревня находится в южной части Тверской области, в зоне хвойно-широколиственных лесов, в пределах южной части Валдайской возвышенности, на левом берегу реки Итомли, при впадении в неё ручья Бабинский, на расстоянии примерно 28 километров (по прямой) к северо от города Ржева, административного центра округа.
Деревня вытянута в одну улицу вдоль левого берега реки Итомля. В 16 км к северу — село Луковниково, в 1 км, бывшее село Мологино.

### Климат
Климат характеризуется как умеренно континентальный, с относительно мягкой снежной зимой и умеренно прохладным влажным летом. Среднегодовая температура воздуха — 3,4 °C. Средняя температура воздуха самого холодного месяца (января) — −8,8 °C (абсолютный минимум — −32 °C), средняя температура самого тёплого (июля) — 17 °С (абсолютный максимум — 36 °С). Вегетационный период длится около 130 дней. Годовое количество атмосферных осадков составляет в среднем 612 мм, из которых большая часть выпадает в тёплый период. Снежный покров держится в течение 144 дней.

## История
В 1859 году в казённой деревне Аполево Старицкого уезда (47 вёрст от уездного города) 33 двора, 363 жителя. В 1886 году в деревне 64 двора, 414 жителей; деревня входит в Мологинскую волость и принадлежит к Мологинскому приходу.
В 1940 году действовал колхоз «Победа над собственностью».
Во время Великой Отечественной войны гитлеровские войска захватили Ржев 14 октября 1941 года, уже 15 октября они вошли в Мологино. В районе Аполево советские войска (178-я стрелковая дивизия) попытались остановить наступление немцев на Торжок, до 19 октября сдерживали натиск врага, но вынуждены были отступить. Освобождено Апалево 1 января 1942 года войсками 373-й сд 39-й армии Калининского фронта. Воины Красной Армии, похороненные в Апалёво, в 1950-е годы были перезахоронены в братскую могилу в Мологино.

### Административно-территориальная принадлежность
В 1886 году деревня входит в Мологинскую волость и принадлежит к Мологинскому приходу.
В 1940 году деревня Апалево в Мологинском сельсовете Луковниковского района Калининской области,
С 1960 года деревня в составе Ржевского района. Вхождила в состав Озерютинского сельсовета.
До 2006 года входила в состав Озерютинского сельского округа. В 2006—2022 — в составе сельского поселения «Итомля». После его упразднения — в составе Ржевский муниципального округа.

## Население
| 2008 | 2010 |
| ---- | ---- |
| 18   | ↘16  |

### Историческая численность населения
В 1886 году в деревне 414 жителей; в 1997 году 38 жителей.
Население по переписи 2002 года — 28 человек (7 мужчин, 21 женщина).

## Известные уроженцы, жители
Апалёво связано с именем писателя Виктора Александровича Курочкина (1923—1976): здесь родилась его мать, писатель бывал в деревне, одна из его повестей называется «Наденька из Апалёва».

## Инфраструктура
Личное подсобное хозяйство с зоной сельскохозяйственного использования, индивидуальная застройка усадебного типа. В 1886 году в деревне 64 двора, в 1940 году 113 дворов, в 1997 году 23 хозяйства.
Основа экономики — сельское хозяйство. в 1970-80 годы здесь бригада колхоза им. Орджоникидзе Озерютинского сельсовета.

## Транспорт
Деревня доступна автотранспортом. 